# Karsten Börsting
Karsten Börsting (* 11. Dezember 1966; auch Carsten Börsting) ist ein ehemaliger deutscher Handballspieler.

## Karriere
Der Torwart begann seine Karriere bei der TSG Altenhagen-Heepen und stieg im Jahre 1993 mit der Mannschaft in die 2. Bundesliga Nord auf. Im Sommer 1997 wechselte Börsting zum Regionalligisten HSG Spenge-Lenzinghausen, die ab 1999 wieder unter dem Namen TuS Spenge antrat. Mit den Spengeranern stieg Börsting im Jahre 2001 in die 2. Bundesliga Nord auf. Ein Jahr später kehrte er zur TSG Altenhagen-Heepen zurück und stieg mit seiner Mannschaft am Ende der Saison 2002/03 aus der 2. Bundesliga ab. Er beendete seine Karriere im Jahre 2004. Im Herbst 2010 half er nochmal als Torwart bei der TSG Altenhagen-Heepen aus. Für die TSG Altenhagen-Heepen absolvierte Börsting 142 Spiele und erzielte dabei sieben Tore, davon zwei als Siebenmeter.